# Dennis Oppenheim

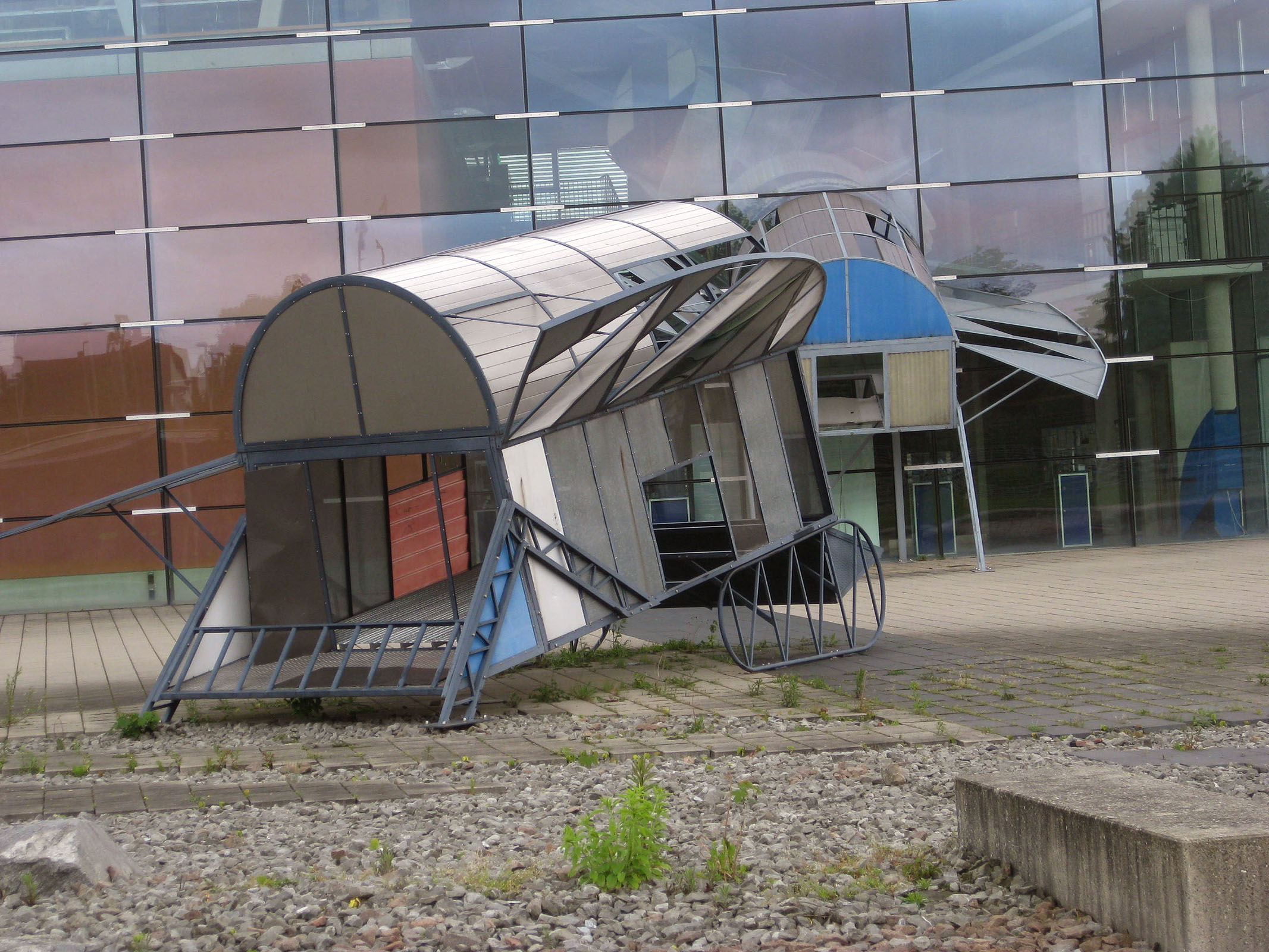
Jump and Twist (detail) 1999, Institut für Mikrosystemtechnik in Freiburg im Breisgau

Dennis Oppenheim (Electric City, 6 september 1938 – New York, 21 januari 2011) was een Amerikaanse beeldhouwer, conceptuele kunstenaar, performance kunstenaar, land art kunstenaar en fotograaf.

## Leven en werk
In 1964 haalde hij zijn BFA aan het California College of Arts and Crafts in Oakland (Californië) en een MFA aan de Stanford University in Palo Alto, California in 1965. Hij verhuisde naar New York in 1966, waar hij eerst kunst doceerde aan verschillende scholen, alvorens solo-exposities in New York had in 1968 toen hij 30 jaar was. Oppenheims vroege werk had de neiging zich te focussen op optredens van mens en dier in zijn optredens. In de vroege zeventiger jaren was hij een voorloper in het gebruik van video en film bij zijn performances. Rond 1980 verlegde Oppenheim zijn aandacht van bodyart en performances naar de creatie van monumentale conceptuele kunsten installaties. Hij nam in 1997 deel aan zowel de Biënnale van Venetië als de Johannesburg Biënnale.
De kunstenaar woonde en werkte in New York en was sinds 1982 gehuwd met de Amerikaanse beeldhouwster Alice Aycock. Hij overleed op 21 januari 2011 aan leverkanker.

## Kröller-Müller Museum
Oppenheim was in Nederland vertegenwoordigd met een monumentaal werk in het Beeldenpark van het Kröller-Müller Museum in Otterlo: Station for detaining and blinding radio-active horses, stage II (1981-1982). Door de slechte toestand waarin het werk in 1990 verkeerde, werd besloten het kunstwerk in 1992 aan de kunstenaar te retourneren. In 1996 werd een selectie uit het werk van Oppenheim in een zomeropstelling getoond.